# سرخرگ سینه‌ای درونی
سرخرگ سینه‌ای درونی (انگلیسی: Internal thoracic artery) در انسان یکی از سرخرگ‌هایی است که از سرخرگ زیرترقوه‌ای جدا می‌گردند. این شریان در هر طرف در موازات کناره خارجی استرنوم پایین می‌رود و یک چهارم قدامی جدار قفسه سینه و پستان را خونرسانی می‌کند و شاخه‌هایی مانند شاخه مدیاستینال، شاخه‌هایی به تیموس، جناغ و شش فضای بین دنده‌ای قدامی دارد. پس از رسیدن به مقابل فضای بین دنده‌ای ششم این شریان به دو شاخه انتهایی شریان موسکولوفرنیک و شریان اپی گاستریک فوقانی تقسیم می‌شود.
شاخه‌های انتهایی این سرخرگ در انتها با شاخه‌های شریان‌های توراسیک خارجی و بین دنده‌ای خلفی اناستوموز می‌شوند.

## نگارخانه

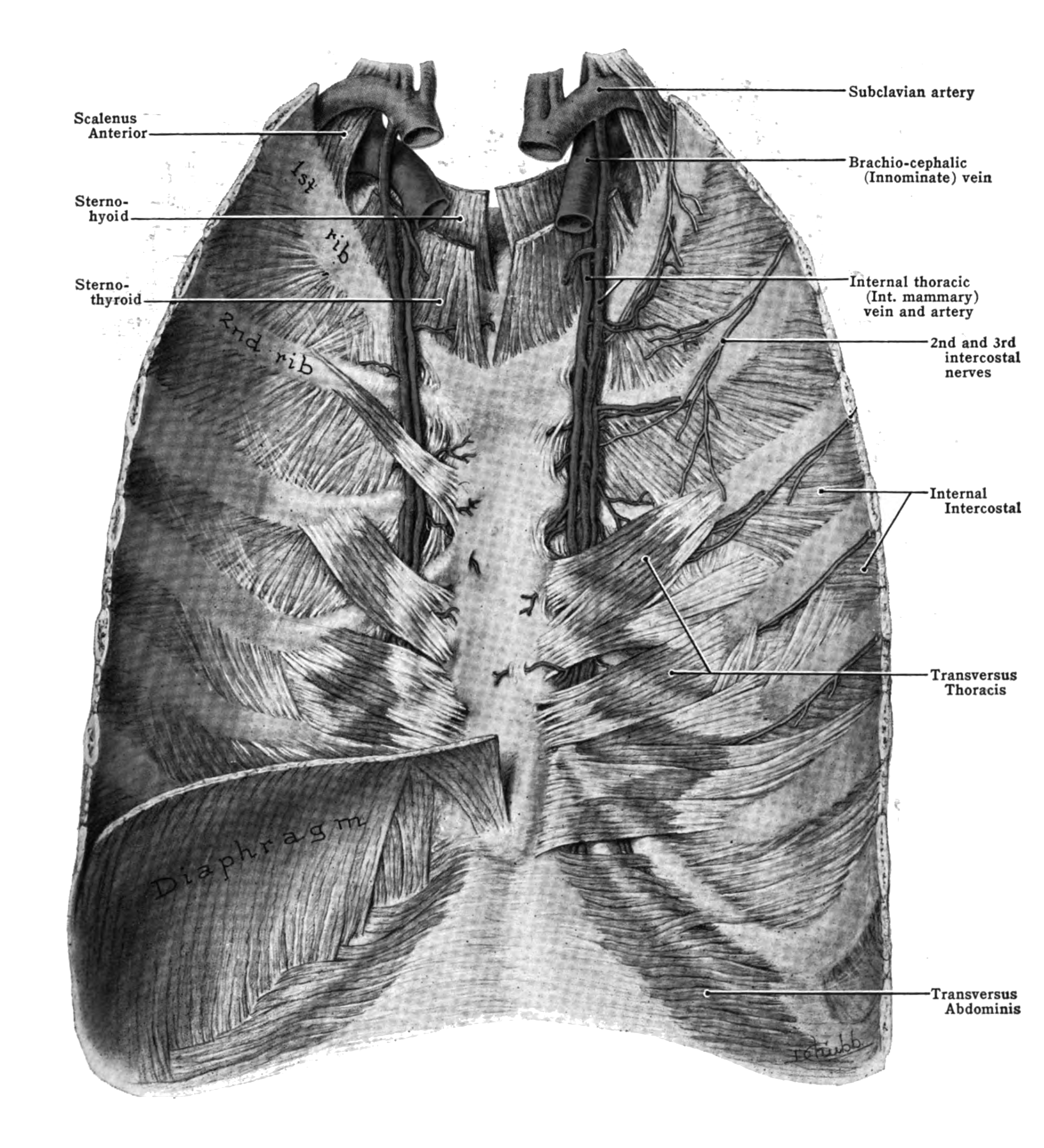
Anterior Thoracic Wall, from behind
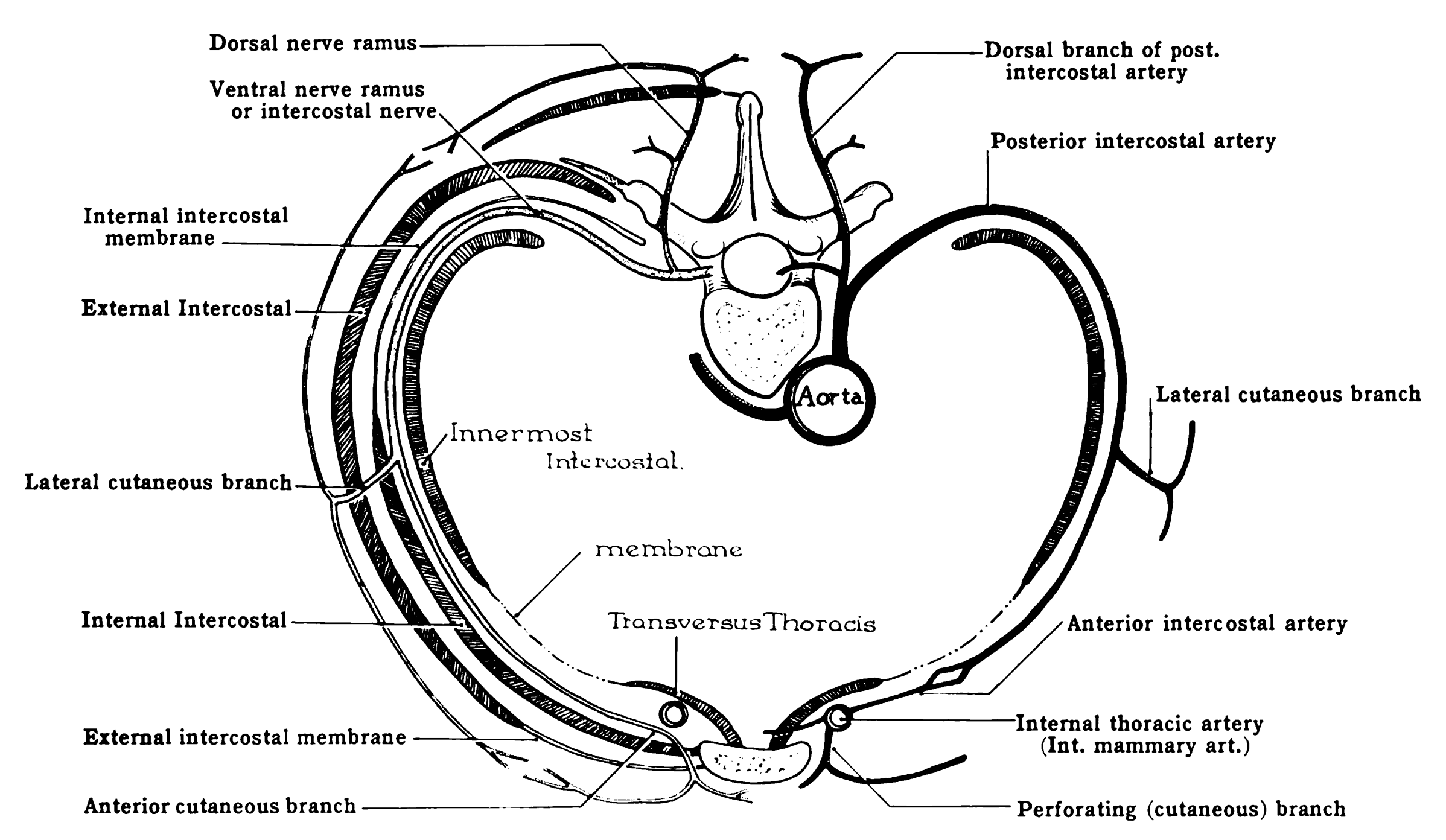
Diagram of an Intercostal Space
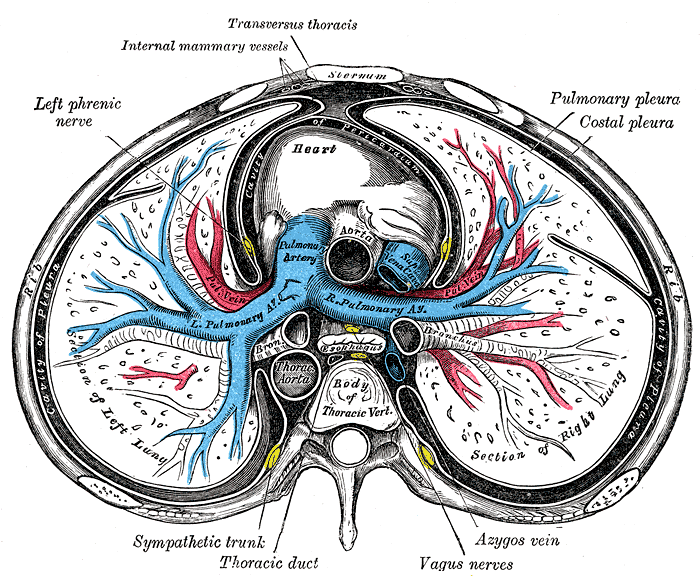
Transverse section of thorax, showing relations of pulmonary artery